# Naravni rezervat estuarija Tajo
Naravni rezervat estuarija Tajo (portugalsko Reserva Natural do Estuário do Tejo) je naravni rezervat na Portugalskem. Je eno od 30 območij, ki so uradno zavarovana v državi. Estuarij reke Tajo je največje mokrišče v državi in eno najpomembnejših v Evropi, zatočišče za ribe, mehkužce, rake in predvsem ptice, ki se ustavijo na svoji selitvi med severno Evropo in Afriko. Je največji estuarij v zahodni Evropi s približno 34.000 hektarji in redno gosti 50.000 vodnih ptic, ki prezimujejo.

## Opis
Naravni rezervat je bil ustanovljen leta 1976 in pokriva površino 14.192 hektarjev, za katerega je značilna obsežna površina estuarijskih voda, prostrana polja, ki jih sekajo potoki, močvirja, soline in aluvialna kmetijska zemljišča (močvirja).
Rezervat, ki ne presega 11 metrov nadmorske višine in je globok 10 metrov, porazdeljen v okrožjih Alcochete, Benavente in Vila Franca de Xira, spada večinoma v gorvodno območje estuarija Tajo. ki je z območjem, ki se razprostira na približno 32 km², največje v zahodni Evropi.
Okoli estuarija se je razvilo slano močvirje, ki je območje visoke produktivnosti mnogoščetincev, mehkužcev in rakov, je pomembno območje razmnoževanja različnih vrst rib. Vendar pa so vodne ptice tiste, ki dajejo estuariju Tajo mednarodni pomen. Jate prezimujočih vrst dosegajo do okoli 120.000 osebkov. Štetja, ki jih pozimi redno izvajajo na tem zavarovanem območju, kažejo več kot 10.000 rac in 50.000 povodnih ptic. V primeru sabljarke (Recurvirostra avosetta) je bilo do 25 % populacije, ki prezimuje v Evropi, preštetih v estuariju Tajo. Številne druge prisotne vrste potrjujejo biološko bogastvo in naravovarstveno vrednost v tej regiji: veliki plamenec (Phoenicopterus roseus), siva gos (Anser anser), spremenljivi prodnik (Calidris alpina), črnorepi kljunač (Limosa limosa), pepelasti lunj  (Circus cyaneus), ribji orel (Pandion haliaetus), modri slavec (Luscina svecica), rdečeglavi kraljiček (Regulus ignicapillus) in plašica (Remiz pendulinus).
V mokriščih okoli estuarija gnezdijo med pticami tatarska žvižgavka (Netta rufina), čapljica (Ixobrychus minutus), mala bela čaplja (Egretta garzetta) in rjava čaplja (Ardea purpurea), rjavi lunj (Circus aeruginosus], močvirski lunj (Circus pyagurgus), črnokrila hodulja (Himantopus himantopus), rjava komatna tekica (Glareola pratincola) in mala čigra (Sternula albifrons). Medtem ko so v povezanih tleh rakar (Acrocephalus arundinaceus), trstni cvrčalec (Locustella luscinioides) in druge pevke. Na bližnjih poljih in na sosednjih kmetijskih zemljiščih se razmnožujeta prlivka (Burhinus oedicnemus) in laški škrjanec (Melanocorypha calandra). Mala droplja (Tetrax tetrax) se pojavlja vse leto, pozimi pa je je več. Nad polji lahko opazite ujede, vključno s sinjim lebduhom (Elanus caeruleus), kačarjem (Circaetus gallicus) in malim orlom (Aquila pennatus).
V bližnjih gozdovih so kratkoprsti plezalček (Certhia brachydactyla), podhujka (Caprimulgus europaeus), rdecevrati ležetrudnik (Caprimulgus ruficollis), iberska sraka (Cyanopica cookie) in mnogi pevci.
Spomladi in jeseni se številne vrste med selitvijo ustavijo na Taju, med njimi so srpokljuni prodnik (Calidris ferruginea) v velikem številu in številne druge obalne ptice v manjšem številu, rdečenogi martinec (Tringa totanus) in Črnorepi kljunač dosežejo največje število med selitvijo. Druge selivke, ki jih je mogoče videti, so afriška žličarka (Platalea alba), črnoglavi galeb (Larus melanocephalus) in črna čigra (Chlidonias niger) ter številne pevke.

## Stanje ohranjenosti
- 1976 - Z odlokom-zakonom št. 565/76 je bil ustanovljen naravni rezervat estuarija Tajo.
- 1980 - Ramsarska konvencija je rezervat določila za mokrišča mednarodnega pomena.
- 1994 - V skladu z Direktivo 79/409/EGS je ustanovljeno posebno varstveno območje za prosto živeče ptice.